# 丸美産業
丸美産業株式会社（まるみさんぎょう、英: MARUMI SANGYO CO.,LTD.）は、愛知県名古屋市瑞穂区に本社を置く日本の企業。主な事業は木材の輸出入・販売、不動産開発。

## 概要
1920年（大正9年）創業の木材商。木材の輸入・輸出の他、マンション・住宅の開発事業を行っている。分譲マンションは名古屋では早期の1970年から手掛けている老舗である。また、2015年からは木材原木の輸出を開始し、2017年には食料産業局長賞を受賞。2020年では輸出量5年連続日本一となっている。

## 沿革
- 1920年（大正9年）3月 - 嶺木丵が丸美材木店を新堀川（名古屋市中区）にて創業。
- 1929年（昭和5年）- 近藤助三郎（丵の義兄）が承継
- 1936年（昭和11年）- 嶺木一夫が承継。
- 1942年（昭和17年）‐ 木材統制令により丸美材木店廃業。
- 1947年（昭和22年）
  - 6月 - 嶺木一夫が資本金18万円で合資会社丸美商会を新堀川（名古屋市中区）にて設立。
  - 7月 - 白鳥出張所を開設。
- 1948年（昭和23年）7月 - 嶺木一夫が資本金65万円で丸美木材株式会社を新堀川（名古屋市中区平和）にて設立。
- 1952年（昭和27年）2月 - 堀川（名古屋市中区正木町）に本社を移転。
- 1959年（昭和34年）5月 - 堀川（名古屋市熱田区白鳥）に本社を移転、金属サッシ・建材の販売開始。
- 1965年（昭和40年）3月 - 名古屋市瑞穂区瑞穂通三丁目に本社を移転。
- 1968年（昭和43年）
  - 名古屋西部木材港（愛知県飛島村）の土地約8,000坪を購入、木材倉庫を移転。
  - 5月 - 資本金3,000万円に増資、三重県志摩市斧峠にて約15万坪の別荘地を販売。
- 1972年（昭和47年）
  - 1月 - 丸美産業株式会社に商号変更、三重県志摩市的矢にて約8万坪の別荘地を販売。
  - 10月 - 岐阜県高山市朝日町御岳山麓にて約80万坪の高原別荘地を開発、分譲マンション販売開始。
- 1973年（昭和48年）6月 - 資本金1億円に増資。
- 1976年（昭和51年）- 丸美総合管理株式会社を設立。
- 1980年（昭和55年）- 資本金1億3,200万円に増資。
- 1984年（昭和59年）‐ 嶺木昌行が代表取締役に就任。
- 1991年（平成3年）- カナダのバンクーバーにMARUMI CANADA LUMBER LTD.を設立。
- 1992年（平成4年）- 資本金2億2,003万円に増資、中国成都事務所を開設。
- 1998年（平成10年）- 丸美リゾート飛騨秋神高原朝夢美館オープン。
- 2001年（平成13年）- 中国大連事務所を開設。
- 2007年（平成19年）- 丸美デザイン&コンストラクションを設立。
- 2008年（平成20年）- 南喜幸が代表取締役社長に就任、本社社屋建て替え竣工。
- 2015年（平成27年）- 国産材原木輸出開始。
- 2017年（平成29年）- 嶺木一志が代表取締役社長に就任。
- 2018年（平成30年） -不動産仲介開始。
- 2020年（令和2年）- 創業100周年[3]。

## 事業所等
- 名古屋西部港物流センター
- 秋神高原管理事務所（岐阜県高山市）
- 中国成都事務所
- 中国大連事務所
- マルミカナダランバー（カナダブリティッシュコロンビア州）

## 関連会社
- 丸美総合管理株式会社
- 丸美デザイン＆コンストラクション株式会社
- MARUMI CANADA LUMBER LTD.